# Baumschulenstraße (Berlin-Baumschulenweg)
Die Baumschulenstraße befindet sich im Bezirk Treptow-Köpenick von Berlin. Sie verläuft überwiegend im Ortsteil Baumschulenweg, einige Grundstücke gehören zu den Ortsteilen Johannisthal und Plänterwald. Die Straße ist nach der Späth’schen Baumschule benannt, die dort im 19. Jahrhundert von Franz Späth angesiedelt wurde.

## Verlauf
Die Straße beginnt im Südwesten als Verlängerung der Späthstraße ab Einmündung Königsheideweg und verläuft geradlinig Richtung Nordost bis zum Ufer der Spree. In ihrem Verlauf quert sie mit der Baumschulenbrücke den Britzer Zweigkanal, kreuzt Sonnenallee/Südostallee und danach die Kiefholzstraße. Hinter dem S-Bahnhof Baumschulenweg kreuzt sie die Köpenicker Landstraße und endet am Südufer der Spree am Anleger der Fährlinie F11 nach Oberschöneweide, der ältesten Fährverbindung Berlins. Laut amtlichem Straßenverzeichnis des Bezirks Treptow-Köpenick gehören die östlich der Straße gelegenen Grundstücke 56–60 zu Johannisthal, während die westlich der Straße gelegenen Parzellen zwischen Neuer Krugallee und dem Spreeufer zu Plänterwald gehören.

## Geschichte
Die Gegend im heutigen Ortsteil Baumschulenweg war Ende des 19. Jahrhunderts noch weitgehend von dem Mischwald Königsheide bedeckt. Es gab nur wenige, vergleichsweise schlecht ausgebaute Wege, die durch die Restflächen der ehemaligen Cöllnischen Heide nach Berlin führten. Gleichwohl war in einem Bebauungsplan aus dem Jahr 1830 schon ein „bebauungsfähiger Straßenzug ausgewiesen“. Dieser wurde als Ablageweg erstmals am 29. Januar 1842 erwähnt. Damit war ein sandiger und teilweise recht schmaler Forstweg gemeint, mit dem ein entlegener Teil der Köllnischen Heide, die Hinterheide, an südliche Spreeablage angebunden war. Als erstes Wohnhaus errichtete der Gärtnereinbesitzer Wilhelm Mosisch im Jahr 1869 das nach ihm benannte Mosisch-Haus. Im folgten Neubürger, wie der Färber Ferdinand Kiekebusch, der das Haus mit der Nummer 75 errichtete oder der Gastwirt Eichbaum mit dem Haus Nummer 26. Sie alle errichteten im Wesentlichen einfache ein- bis zweigeschossige Landhäuser, die teilweise heute noch als Seitenflügel erhalten geblieben sind. Die Straße war damit von Arbeitern und Handwerkern geprägt, wie beispielsweise dem Küfermeister Gustav Haubold, der 1885 in das Haus Nummer 86 zog und dort bis 1916 Fässer, unter anderem für die chemische Fabrik Kunheim produzierte. Um die Späth’sche Baumschule anzubinden, eröffnete am 20. Mai 1890 der Bahnhof Baumschulenweg an der Görlitzer Bahn. Mit dem Bau der Vorortgleise der Görlitzer Bahn wurde der Bahnhof auf einen Damm gelegt und am 1. Mai 1906 ein zweiter Bahnsteig an der Vorortstrecke eröffnet. Auf der 1896 eröffneten Verbindungsbahn Neukölln – Baumschulenweg bestand seit 1910 Personenverkehr. In den Jahren 1894/1895 entstand das Haus Baumschulenstraße 14/Ernststraße 2, in dem zunächst eine Gaststätte, später ein Tabakwarenladen und um 1910 ein Familienrestaurant Radfahrstation eingerichtet war. Nach dem Ende des Zweiten Weltkriegs tagte dort 1945 der erste Klub der kommunalen Jugend; anschließend wurde es von einer Kinderbibliothek genutzt.

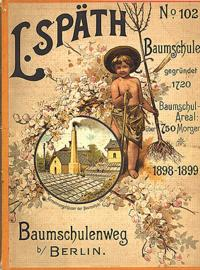
Katalog der Baumschule L. Späth, 1898/1899

Auf Initiative von Franz Späth pflasterte 1896 die Landgemeinde Treptow den Weg. Seinem Einfluss ist es zu verdanken, dass nach der Einrichtung des heutigen Bahnhofs der S-Bahn Berlin auch die Straße die Bezeichnung Baumschulenweg bekam. Seitlich entstanden Fußwege aus Kies und Lehm; die Häuser kamen durch diese Eingrenzung zu einem Vorgarten. Die Bevölkerung nahm in den darauf folgenden Jahren stetig zu und führte von 1910 bis 1912 zum Bau der Kirche Zum Vaterhaus, ein in Berlin vergleichsweise einmaliges Bauensemble als kirchlicher und kommunaler Nutzung, das heute noch als Ortsmittelpunkt bezeichnet werden kann. Zu dieser Zeit verbreiterte man auch die Fahrspuren und holzte dafür eine der beiden Baumreihen ab, die Späth einige Jahre zuvor hatte anlegen lassen. Weitere, heute noch zum Teil erhaltene Bauten entstanden, darunter die geschlossene Blockrandbebauung in der Baumschulenstraße 39 bis 55, die heute unter Denkmalschutz steht. Dennoch blieben auch einige Bereiche frei von Bebauung, wie etwa die Ecke Baumschulenstraße/Sonnenallee, die im Volksmund zu dieser Zeit Waldecke hieß: Mehrere kleinere Kiefernwäldchen umsäumten an dieser Stelle die Straße. 1929/1930 errichtete Rudolf Henning mit einer weiteren geschlossenen Blockrandbebauung an der Baumschulenstraße 2–4, der Neuen Krugallee 210–230 und der Köpenicker Landstraße 245–259 mehrere drei- und viergeschossige Häuser mit Flachdach. Nach Norden hin waren sie mit einer halbovalen, weiß verputzten Abrundung versehen und erhielten im Volksmund den Namen Zirkuszelt. An der gegenüberliegenden Seite entstand der Narrenblock, benannt nach malerisch gestalteten Hauseingängen.
Im Haus Nummer 11 entstand Anfang der 1930er Jahre eine Kurzwarenhandlung von Hermann Bry. Es wurde in den Novemberpogromen am 9. November 1938 zerstört; Bry musste vor den Nationalsozialisten fliehen. Im Haus Nummer 15 entstand zunächst um 1902 eine Drogerie von Kurt Harder. Um 1950 übernahm Walter Giese (1900–1981) die Räumlichkeiten und richtete ein Radiogeschäft mit Werkstatt ein. Giese, der zuvor in der Kiefholzstraße 32 seine Werkstatt eingerichtet hatte, ermöglichte Mitgliedern der KPD, SPD und SAJ in der Zeit des Nationalsozialismus Treffen in seinen Räumlichkeiten. Er war auch nach Kriegsende politisch aktiv und wurde am 12. Mai 1945 der Bezirksvorsteher der Ortsamtsstelle Baumschulenweg. Diese Funktion übte er bis zur Auflösung des Amtes am 28. Februar 1946 aus. Anschließend engagierte er sich in der Wiederbelebung der Sportbewegung in Treptow. In den 1980er Jahren nutzte die Produktionsgenossenschaft des Handwerks (PGH) Fernseh-Radio das Gebäude; aktuell (2014) wird es von einem Reformhaus genutzt.
Im Zweiten Weltkrieg wurden viele dieser Gebäude zum Teil schwer beschädigt, beispielsweise die Gebäude von Henning. Ebenso erlitt das Haus mit der Nummer 28 aus dem Jahr 1895 einen schweren Bombentreffer und musste durch einen Neubau ersetzt werden. Das angrenzende Gebäude 29 ist heute ebenfalls nicht mehr vorhanden. An seiner Stelle befindet sich ein Durchgang zum Parkplatz eines Verbrauchermarktes.

## Bauwerke

### Baumschulenstraße 39 bis 55

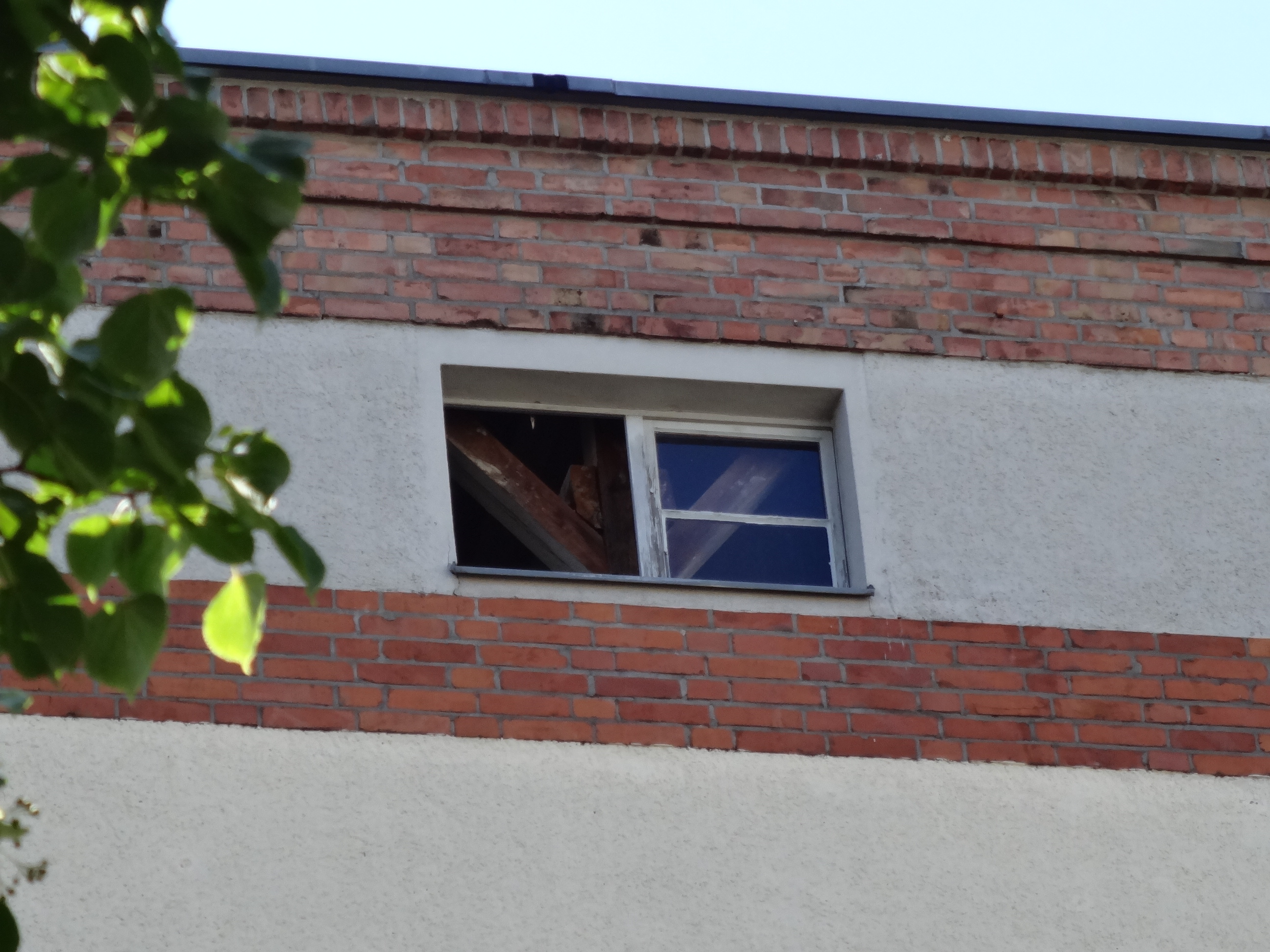
Detail der Dachkonstruktion in der Baumschulenstraße 43

In den Jahren 1927 bis 1934 entstand für den Ojoreila-Wohnungsverein nach Plänen von Walter Kaas eine Siedlungsanlage für Angehörige der Reichsbahn. Sie wurde in den Jahren 1938 bis 1940 von Arthur Poeschla erweitert und steht heute unter Denkmalschutz.

### Baumschulenstraße 92
Das viergeschossige Gebäude entstand in den Jahren 1927/1928 als Wohn- und Geschäftshaus nach Plänen von Friedrich Brinkmann. Auffällig ist neben der expressionistischen Fassade eine Plastik von Walter Kreußel aus dem Jahr 1927. Sie zeigt ein Füllhorn aus dem Münzen fließen und sind damit ein Sinnbild für den römischen Gott Mercurius: In dem Gebäude residierte einst die Cöpenicker Bank.

### Ensemble Kirche zum Vaterhaus
Das Gesamtensemble aus den Jahren 1910–1912 der Kirche Zum Vaterhaus steht unter Denkmalschutz.

### Mosisch-Haus
Das Gebäude mit der Nummer 34 entstand 1869 und gilt damit als das vermutlich älteste Gebäude des heutigen Ortsteils Baumschulenweg. Es wurde zunächst mit nur einem Geschoss und einer Stallung errichtet, aber bereits 1884 um ein Stockwerk erweitert. Als Mehrfamilienhaus blieb es bis etwa 1942 im Familienbesitz. Ab 1962 nutzte die PGH Elektro Treptow das Hochparterre. Der Zustand des Hauses muss zu diesem Zeitpunkt jedoch problematisch gewesen sein, denn nur drei Jahre später drohte der Abriss. Die noch verbliebenen Mieter zogen aus, während die PGH das Bauwerk teilweise sanierte. 1971 konnte erneut ein Abriss verhindert werden. Nach der Wende nutzte der Nachfolgebetrieb, die Firma Treptower Elektro-Anlagen GmbH (TEA) das Gebäude, bis auch sie es 2003 verließen.

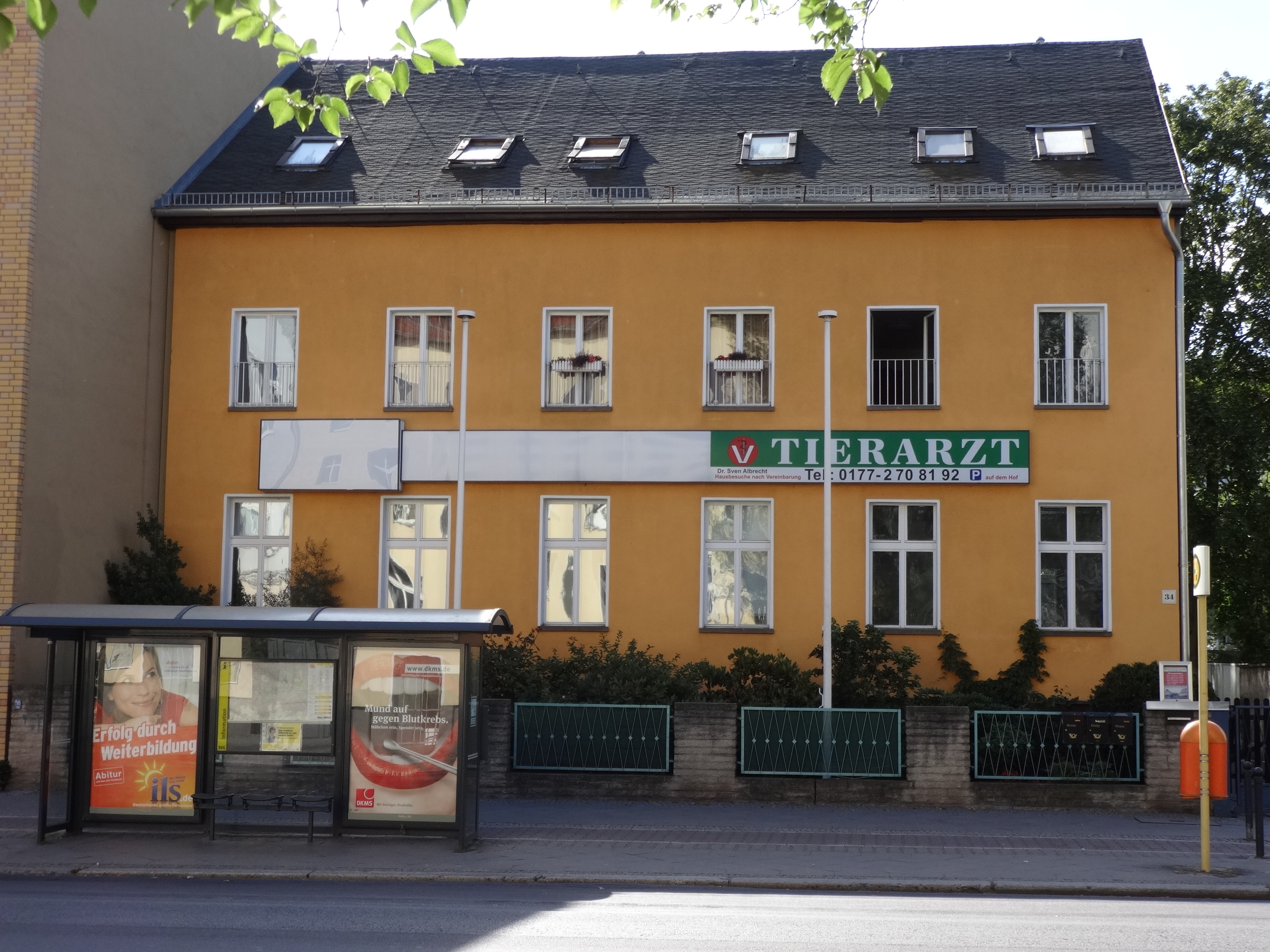
Mosisch-Haus von 1869
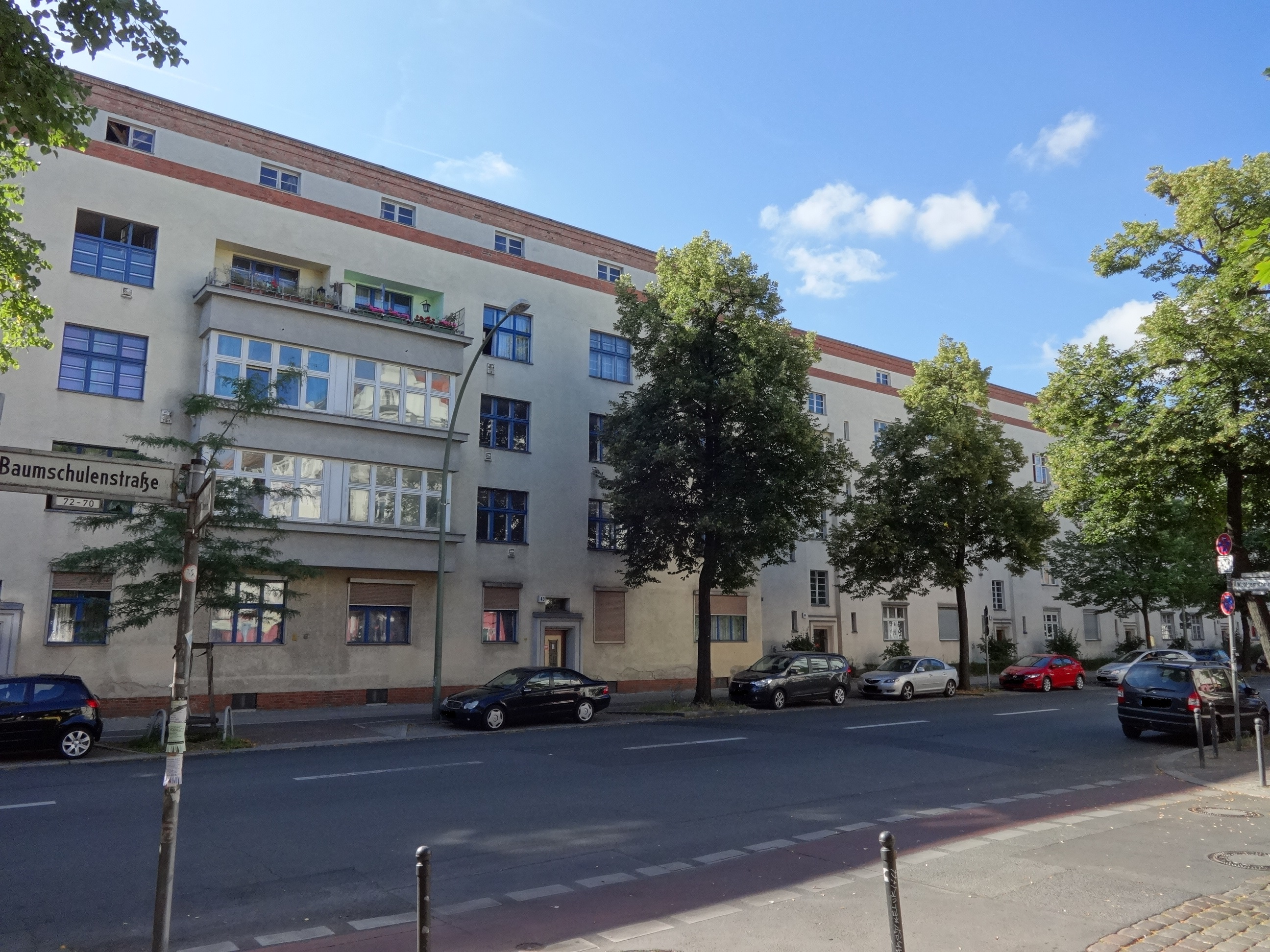
Siedlungsanlage von Walter Kaas
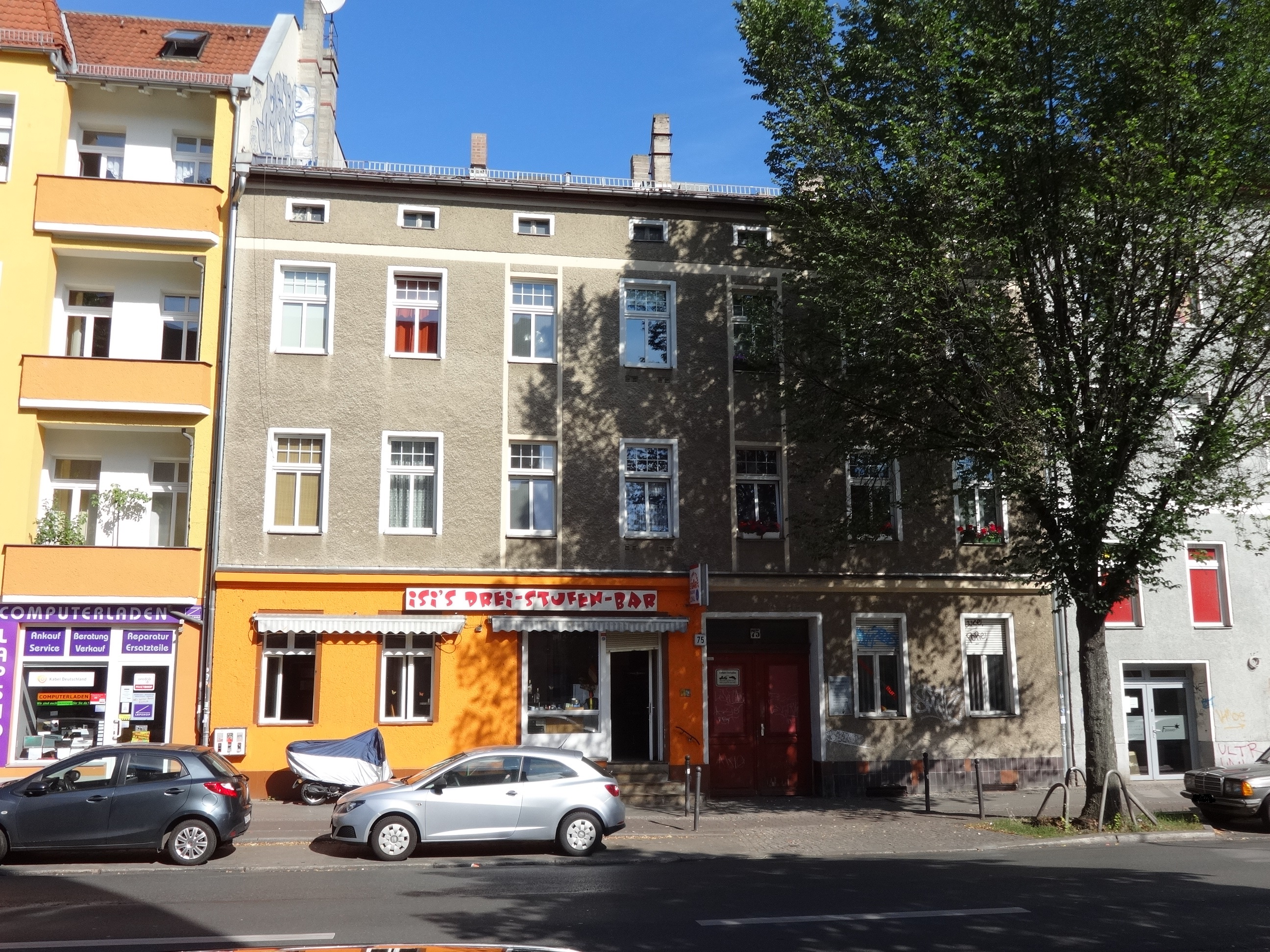
Haus von Ferdinand Kiekebusch
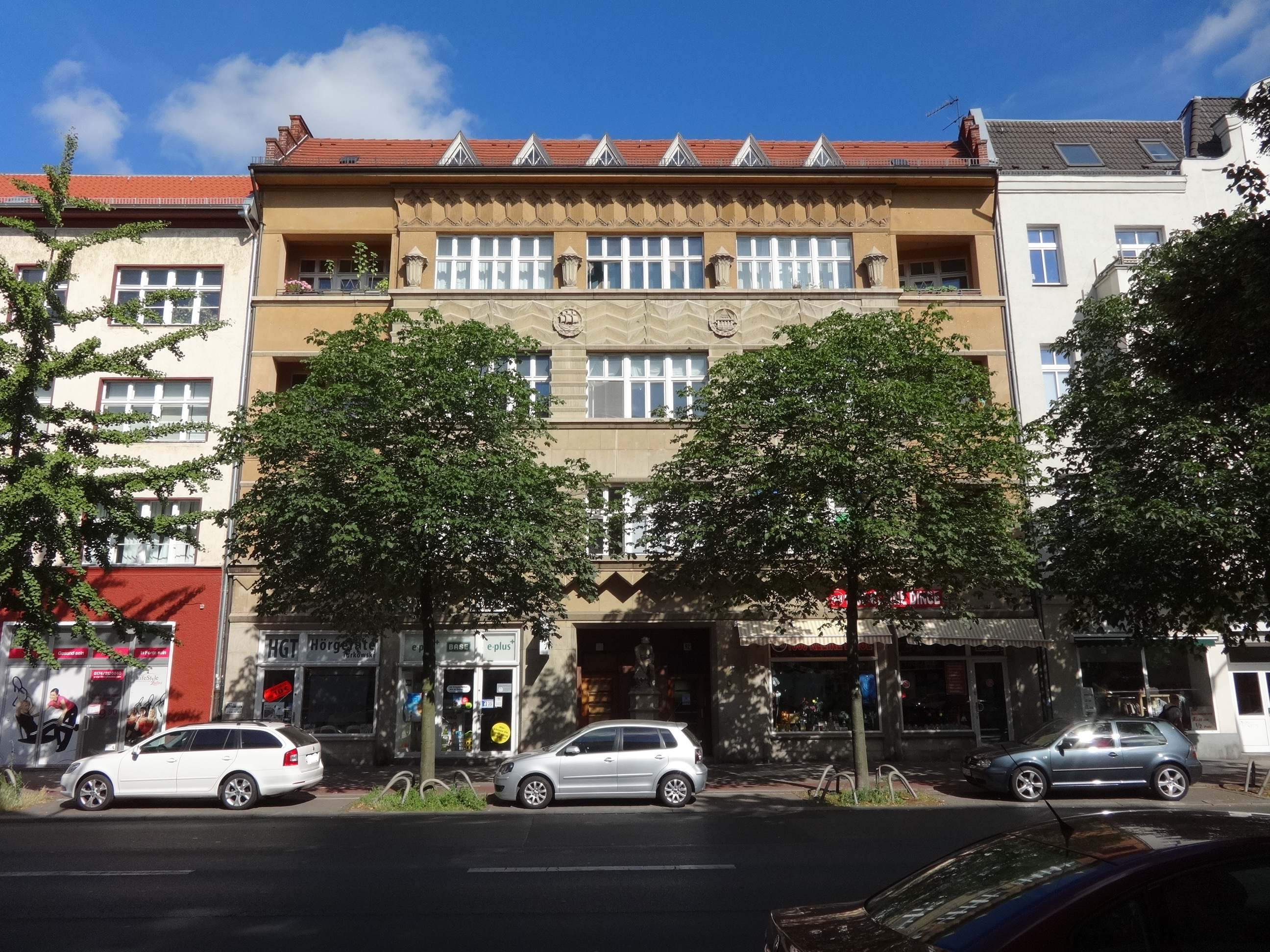
Ehemaliges Gebäude der Cöpenicker Bank
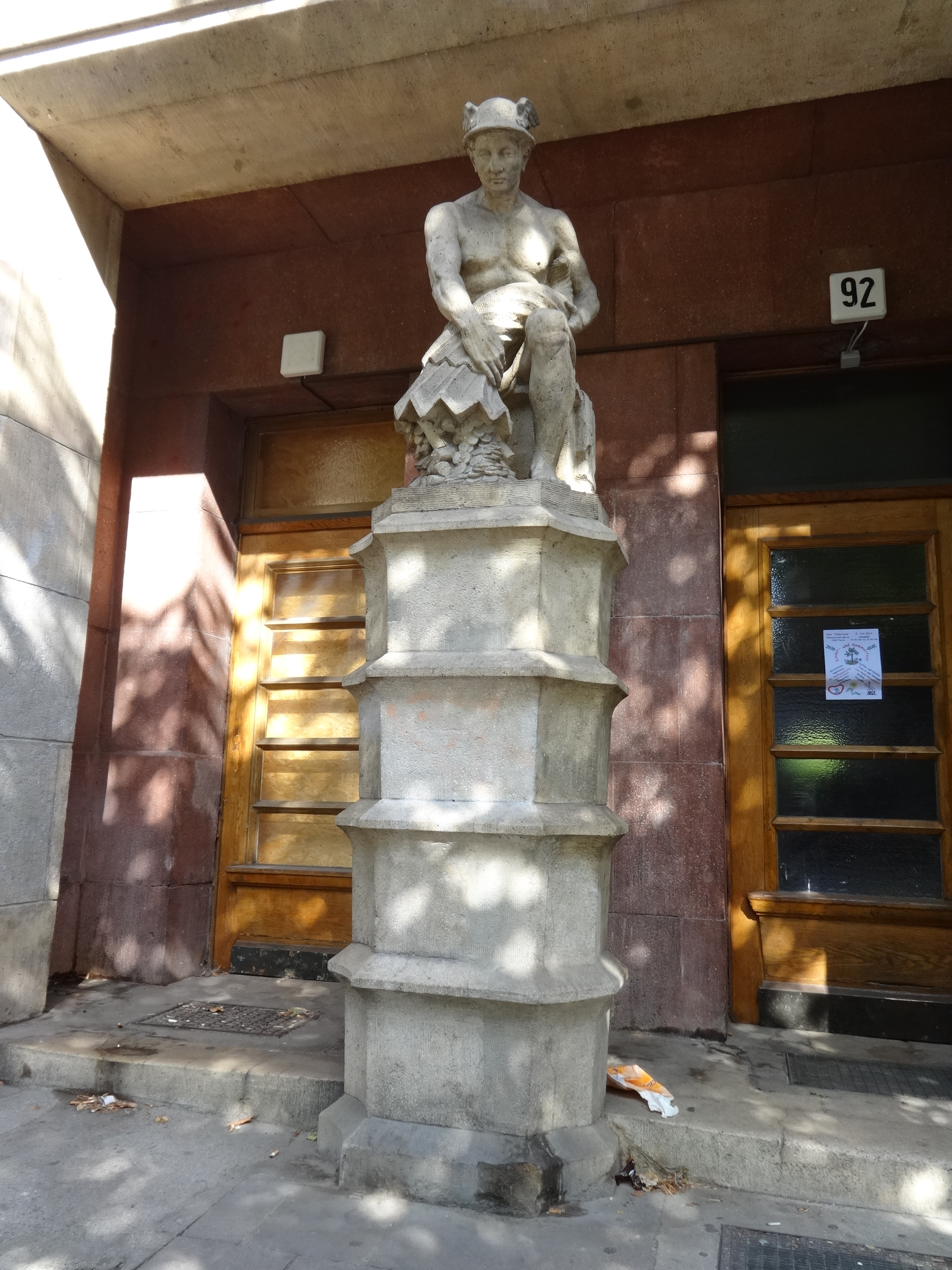
Plastik Mercurius von Walter Kreußel
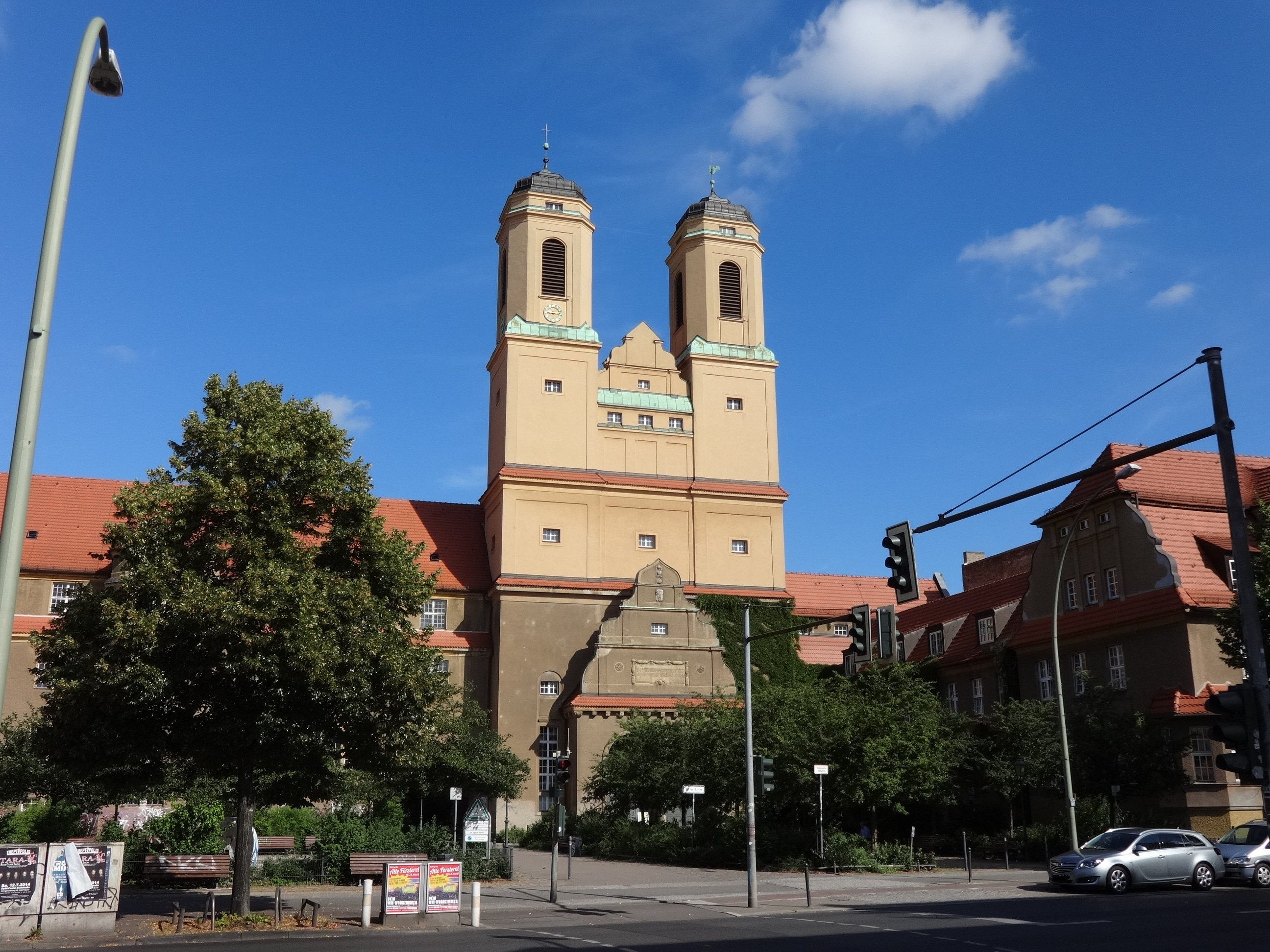
Kirche Zum Vaterhaus